# ドラゴン魂2
『ドラゴン魂』は、オルタナパブリッシングから刊行されたDVDムック。川保天骨責任編集

## 概要
- 2008年12月発行のムックドラゴンスピリッツ（朝日新聞出版）ISBN 978-4022505163から派生したDVD付ムック。創刊号ドラゴン魂の続刊。
- 技術書や試合結果ではなく闘う男の魂を徹底的に追求する体験型マガジン。編集者自ら、そして読者自らがあらゆるものに挑戦していくという挑戦型マガジン。
- 「必死の力、必死の心で知られる伝説の武道家、黒崎健時！日本人の到達した究極の武道哲学とは何か！？」という見出しの元に、表紙・巻頭を黒崎健時で飾る。
- 見出しより「今、我々日本人に足りないモノ！それは必死さだ！死を賭けても到達すべき極北に挑むのが男だった時代は過去の産物になってしまったのか？この本は単なる出版ではなく、運動体だ！若者よ！オヤジよ！書を捨てよ！戦え！おのれをトコトン研ぎ澄まして人間の究極に迫るのだ！これが日本人だよ！目をさませ！忘れたか？」
- 制作にあたったドラゴンメディアは、出版のみならずインターネット、映像レーベル、イベントなどのメディアミックス的展開をしている。[1]
- 不定期刊行物として続編も作られた。 ドラゴン魂２ISBN 978-4434252624

## 内容
- 鬼が云うから魂が入る！黒崎語録！
- 「必死の力　必死の心」鬼といわれた男、人間　黒崎健時
- 君は知るか！藤原敏男が成し遂げた事の本当の意味を！
- 阿修羅の子弟　再び　大山倍達　大沢昇が宿る魂の武道家　竹山晴友
- 野良犬　小林さとし　引き継がれる血脈　黒崎→藤原→小林→森井
- 極真ジムの時代　キックボクシング黎明期　城西の虎　添野義二の戦い
- 北斗のヒットマン長田賢一
- オヤジたちのムエタイツアー

　生活習慣病、鬱病、失業なんでもござれ！オッサンたちはそれでもタイを目指す！ 
- 大道塾のラストサムライ　清水和麿　素手で殴る！
- 寝技が苦手な編集長が練馬江古田のパラエストラに！ブラジリアン柔術体験
- 中井祐樹インタビュー　パラエストラ代表　中井祐樹に音楽で切り込む！
- 大道塾　吉祥寺支部体験　名伯楽　飯村健一の道場に遊びに行ったらボコられた！
- ジョニー大倉と真樹先生　もう一つのジョニーの青春が空手にあった！
- 娘、高森 翠が語る父としての真樹日佐夫
- 長野峻也　なぜ武道じゃなくて武術なのか？！
- 武術家　深井信悟　本当の武術とは何か？川保編集長が連れて行かれた驚異の世界！
- 岡部武央　武術的身体を手に入れたい！
- 巨椋修×川保天骨　何かにチャレンジし打ち破っていく！黒崎イズムは武道の核心を突いた哲学だ！
- 実銃を撃つ！人間として生まれたら、一度は撃ってみんかい！
- 試斬会　日本刀では斬るためにある！
- 日本空手古書道連盟　空手は文化遺産だ！
- 極辛会館　犬拳堂　大沢食堂の大沢カレーの遺伝子は生きている！
- ベニー・ユキーデに会いに行く！
- 虎と戦った空手家　君は山元勝王を知るか！
- 朝堂院大覚　武道界のラスボスに大接近！

●ＤＶＤコンテンツ  
- Chapter001 黒崎健時の精神！
- Chapter002 極真ジム！ 添野義二 実戦空手よりも先にキックボクシングがあった！ 極真とキックボクシングの歴史を紐解く
- Chapter003 大道塾 長田賢一先輩に突然会いに行って、家に泊めてもらおう！  * Chapter004 オヤジたちのムエタイツアー うつ病、失業、失恋！全てをぶっ壊せ！ドラゴン魂をもった オッサン達がタイに行って大暴れ！狂ったロードムービー！
- Chapter005 大道塾のラストサムライ 清水和麿
- Chapter006 大道塾吉祥寺支部編集長体験 チャンピオン製造工場、大道塾吉祥寺支部に川保天骨が 美人女子大生を連れて珍入。
- Chapter007 ブラジリアン柔術体験　パラエストラ東京 Chapter008 試し斬り会  * Chapter009 犬拳堂　激辛カリーで有名な下北沢の犬拳堂。龍魂会の若い奴が挑戦したが あえなくノックアウトされゲロを吐く！
- Chapter010 ジョニー大倉と真樹先生
- Chapter011 ベニー・ユキーデに会いに行く！

- 1. 2018年10月12日発売、ISBN 978-4434252624